# Lądowisko Poznań-Bednary

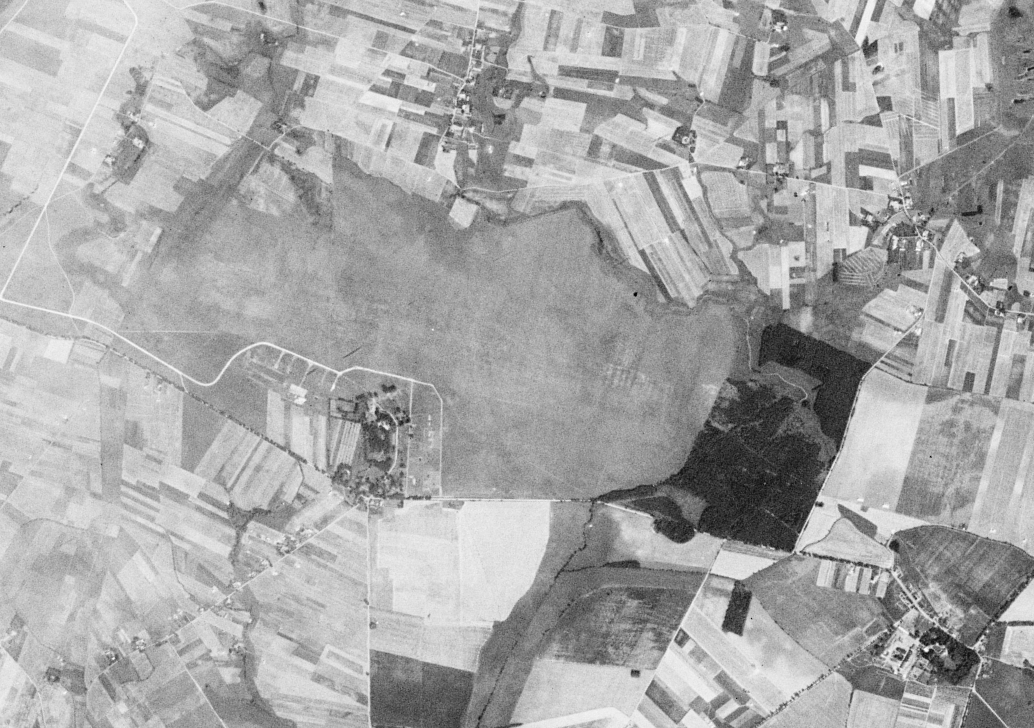
Lotnisko Bednary sfotografowane przez amerykańskiego satelitę wywiadowczego Corona 98 (KH-4A 1023) (23 sierpnia 1965)

Lądowisko Poznań-Bednary (kod ICAO: EPPB) – powojskowe lądowisko samolotowe w Bednarach, położone w gminie Pobiedziska w województwie wielkopolskim, ok. 28 km na północny wschód od Poznania. Obecnie szkoła jazdy i miejsce Agroshow, odbywającego się w okolicach końca września.
Lądowisko należy do Test & Training Safety Centre oraz Sobiesław Zasada Centrum Sp. z o.o. Sp. k Bednary 17, 62-010 Pobiedziska.

## Dane lądowiska
Lądowisko od 2008 roku figuruje w ewidencji lądowisk Urzędu Lotnictwa Cywilnego pod poz. 34 (nr ewidencyjny 48).
Przystosowane do startów i lądowań statków powietrznych o dopuszczalnej masie startowej (MTOW) do 5700 kg, przeznaczone do wykonywania lotów śmigłowcowych i samolotowych o maksymalnej masie startowej (MTOW) 5700 kg oraz do lotów szybowcowych, motoszybowcowych, balonowych, mikrolotowych, paralotniowych, skoków spadochronowych.
Zarządzający lotniskiem jest Aeroklub Poznański im. Wandy Modlibowskiej Lotnisko Kobylnica 62-006 Kobylnica
- Lądowisko: Lądowisko Poznań-Bednary – EPPB
- Lokalizacja (WGS–84):	
  - 52° 32' 05" N
  - 17° 12' 57" E
- Częstotliwość lotniska: 122.900 MHz – Bednary Radio
- Pasy startowe[4]:	
  - (DS 1) 1900 × 30 m (105°R/285°L), beton, noc 900 × 135 m
  - (DS 2) 1900 × 135 m (105°L/285°R), trawa, noc 900 × 50 m
- Elewacja pasa startowego: 113 m / 370 ft (n.p.m.)
- Dozwolony ruch lotniczy: VFR w dzień i w nocy
- Lądowisko jest czynne wyłącznie w czasie wyłożenia znaków startowych dziennych lub nocnych. Przyloty należy uzgadniać z Zarządzającym z wyprzedzeniem minimum 24 HR.

Źródło

## Historia
W 1940 roku Niemcy przystąpili do budowy lotniska „Tonndorf”. Lotnisko otrzymało trawiastą drogę startową. Wybudowano kilka drewnianych budynków: domek pilota, warsztaty, magazyn, kantynę. Samoloty były rozśrodkowywane w lesie. Od sierpnia 1941 roku do stycznia 1942 roku na Lotnisku Bednary stacjonowała niemiecka eskadra szkoleniowa Jagdgeschwader 51 MOLDERS eksploatująca samoloty Messerschmitt Bf 109E. Następnie od początku 1944 roku do września 1944 roku stacjonowała eskadra bombowo-rozpoznawcza Fliegerschule Erganzgruppe (S)2 z Poznania, po czym przeniesiono ją do Würzburga.
Po zakończeniu II wojny światowej lotnisko zostało przejęte przez Wojsko Polskie.
Z powodu wojny w Korei powstał nowy plan rozbudowy lotnictwa. W okresie od 1 maja do 1 grudnia 1952 roku na lotnisku w Bednarach, na bazie eskadry z 6 plsz, sformowano 53 Pułk Lotnictwa Szturmowego (53 PLSz) uzbrojony w samoloty Ił-10b, podległy był 16 Dywizji Lotnictwa Szturmowego. Pułk następnie został przeniesiony do Mirosławca, na nowo zmodernizowane lotnisko. 53 PLSz był jedynym pułkiem stacjonującym w Bednarach. Wszystkie kolejno przylatujące na krótki czas pułki traktowały to lotnisko jako zapasowe.
Na przełomie lat 50./60. XX wieku lotnisko otrzymało nową betonową drogę startową, zdolną do przyjmowania samolotów odrzutowych. Jej wymiary to 1500 m x 30 m. Wybudowano betonowe drogi kołowania i stoiska dla samolotów w układzie rozśrodkowania.
Lotnisko Bednary jako zapasowe było wykorzystywane przez różne Pułki. Jednym z nich w latach 60. XX wieku był 6 Pułk Lotnictwa Myśliwsko-Szturmowego.
8 sierpnia 1968 roku w Bednarach doszło do katastrofy samolotu Lim-6 bis. Samolot rozbił się podczas startu parą z nawierzchni trawiastej. Zginął jeden z dowódców klucza 6 plmsz.
Z początkiem lat 70. XX wieku nastąpiła kolejna rozbudowa infrastruktury lotniska. Droga startowa została wydłużona z 1500 m do 2300 m poprzez dodanie z jednej i z drugiej strony odcinka po około 400 m. Szerokość nie uległa zmianie, 30 m. Zbudowano dwie nowe PPS, zachodnią i wschodnią. Obie o wymiarach 200 m x 60 m. Rozśrodkowane stanowiska postoju samolotów (10 sztuk) otrzymały wały ziemne z trzech stron o wysokości około 4 m. Skład paliwa miał zbiorniki o łącznej pojemności około 500 m³.
Lotnisko Bednary od lat 60. do 90. XX wieku stało się lotniskiem zapasowym dla Pułku z Powidza. Od 1974 roku systematycznie lądowały tu samoloty Su-20.
22 maja 1978 roku w okolicach Bednar w miejscowości Pawłowo Kolonia, podczas nocnego lotu na rozpoznacie w NZWA rozbił się uderzając w ziemię Su-20 nr 74313, numer boczny 6263, w której zginął por. Antoni Dziadowiec.
Od 1984 roku z lotniska Bednary zaczęły operować samoloty Su-22.
W latach 90. XX wieku wojsko przekazało obiekt Agencji Mienia Wojskowego (AMW), która sprzedała go podmiotom prywatnym, a nowym zarządcą lotniska został Aeroklub Poznański. Lotnisko służy również jako Leśna Baza Lotnicza Lasów Państwowych.
W 2004 roku Aeroklub Poznański pobudował na lotnisku pierwszy hangar przeznaczony dla szybowców. 11 lipca 2004 roku odbyło się uroczyste otwarcie hangaru połączone z Mszą Świętą i poświęceniem nowego obiektu. Celebransem był ksiądz Tomasz Sielicki.
Źródło 
W 2008 roku na terenie byłego lotniska wojskowego zostało utworzone lądowisko.
Na lądowisku w Bednarach od 2011 roku do 2013 roku, w okresie od wiosny do jesieni działała strefa spadochronowa Szkoły Spadochronowej „Sky Camp”. Gdzie była możliwość wykonywania skoków tandemowych oraz uczestniczyć w szkoleniach spadochronowych w pełnym zakresie – od skoczka spadochronowego (PJ) do instruktora spadochronowego z uprawnieniami tandemowymi i AFF.

## Imprezy

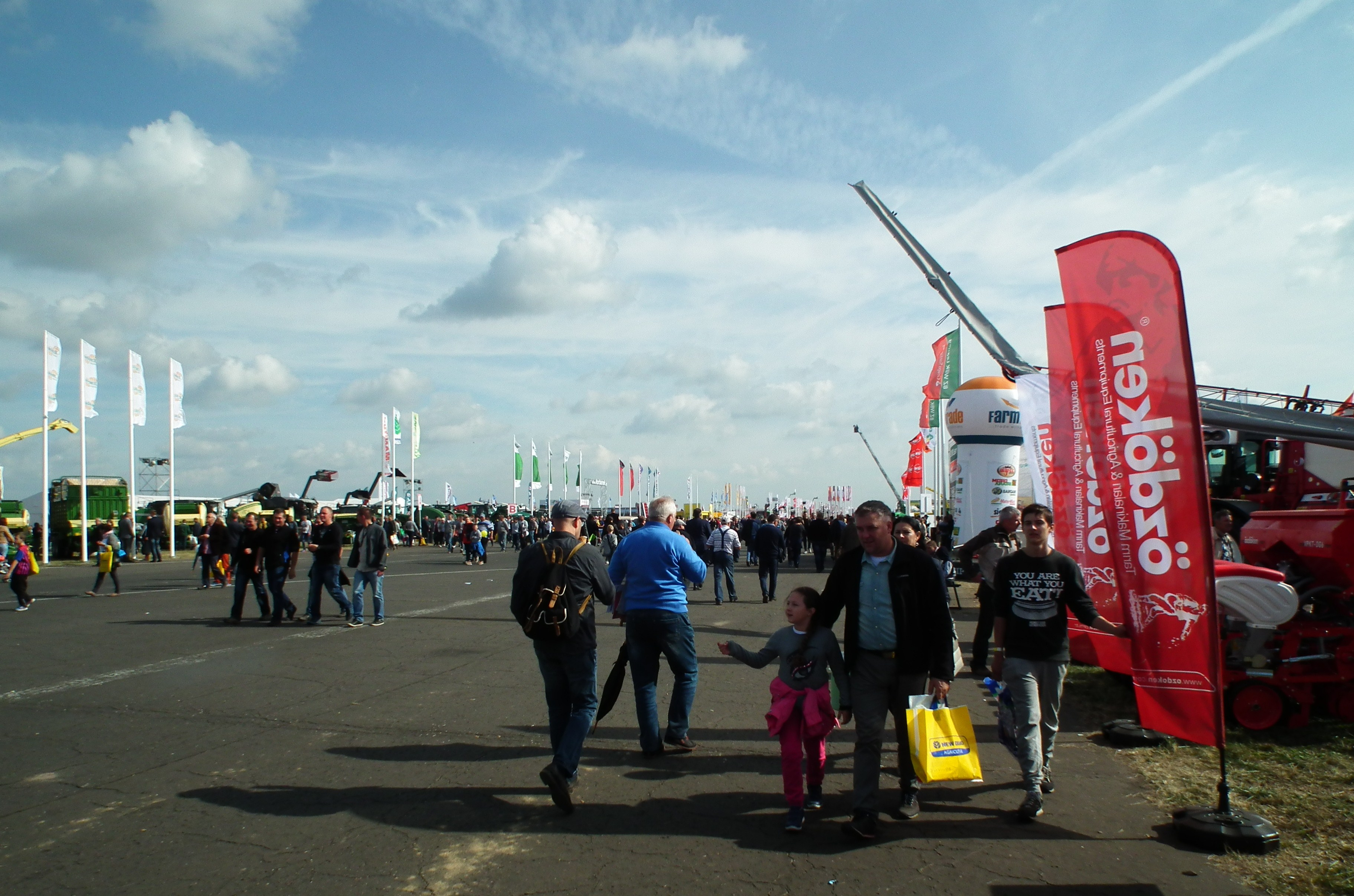
AgroShow w 2016

- W sierpniu 2000 na terenie lotniska zlokalizowane było miasteczko Światowego Zlotu Harcerstwa Polskiego „Gniezno 2000”, zorganizowanego przez Związek Harcerstwa Polskiego z udziałem prawie 10 tys. harcerzy. W inauguracji zlotu uczestniczył prezydent Rzeczypospolitej Polskiej Aleksander Kwaśniewski – protektor ZHP.
- Od 2003 corocznie na lotnisku w Bednarach odbywa się „Agro Show” czyli Międzynarodowa Wystawa Rolnicza organizowana przez Polską Izbę Gospodarczą Maszyn i Urządzeń Rolniczych[10]. W 2018 w Bednarach odbyła się 20. edycja imprezy, na której pojawiło się blisko 140 tysięcy zwiedzających[11].
- 2006 rok, odbył się „Motor Extreme Show Bednary” – zawody te, zaraz po Bemowie, były drugą imprezą, o dużym znaczeniu w Polskim ulicznym freestyle’u. Biorący w zawodach udział zawodnicy z Polski, Francji, Rosji i Łotwy prezentowali swoje umiejętności przed zgromadzonymi widzami[8] .
- 16-17 maja 2009 odbył się piknik modelarski, „II Ogólnopolski Zlot Gigantów 2009” – modeli RC z napędem własnym o rozpiętości skrzydeł nie mniejszej niż 2 metry. W pikniku uczestniczył m.in. Marek Szufa na swoim Curtiss Jenny i Super Skybolt 300[8] .
- W październiku 2012, w Bednarach zostały zorganizowane mistrzostwa Polski w spadochronowej akrobacji zespołowej RW-4[9]